# 1677
1677 (MDCLXXVII) var ett normalår som började en fredag i den gregorianska kalendern och ett normalår som började en måndag i den julianska kalendern.

## Händelser

### Januari
- 5 januari – Svenska trupper intar ett norskhållet blockhus vid bohuslänska Strömstad, men den svåra vintern hindrar vidare trupprörelser för tillfället, varför norrmännen fortsätter att hålla staden.

### Maj
- 31 maj till 1 juni – Svenska flottan besegras av den danska i slaget under Lolland (Falster).

### Juni
- 25 juni – Danskarna försöker förgäves storma Malmö.

### Juli
- 1 juli – Svenska flottan besegras av den danska i slaget vid Köge bukt. Svenska flottan är nu satt ur spel och danskarna och holländarna behärskar Östersjön.
- 14 juli – Svenskarna besegrar danskarna i slaget vid Landskrona.

### Augusti
- 28 augusti – Svenskarna besegras av danskarna i slaget vid Uddevalla.

### Okänt datum
- Den kunglige rådgivaren Johan Göransson Gyllenstierna företar rundresor, så kallade edkrävargator, bland de skånska bönderna och lovar dem amnesti om de ger svenska kronan sitt stöd. Följden av detta blir att snapphanarna hamnar i strid även med civilbefolkningen.
- Den allmänna kyrkobönen mot trolldom avskaffas, då den "demoniska farsoten" anses vara över i Sverige. Cirka 300 människor har avrättats för häxerier i trolldomsprocesserna.
- Den tyske filosofen och statsrättslärde Samuel von Pufendorf blir svensk rikshistoriograf. Som professor i Lund har han fejdat med olika kollegor, men fått stöd av regeringen.
- Johan Baazius d.y. blir ny svensk ärkebiskop.
- Antti Keksi diktar kvädet om islossningen i Torne älv, "Tornedalens epos".
- Gottfried Leibniz presenterar en lösning på tangentproblemet.[1]
- Giftmordsaffärens början i Frankrike.

## Födda
- 3 februari – Jan Blažej Santini Aichel, böhmisk arkitekt och målare.
- 20 oktober – Stanislaw Leszczynski, kung av Polen 1704–1709 och 1733–1736.
- 7 november – Magdalena Wilhelmina av Württemberg, tysk regent.

## Avlidna
- 18 januari – Jan van Riebeeck, nederländsk kolonisatör.
- 21 februari – Baruch Spinoza, nederländsk filosof av judisk börd.[2]
- 9 juli – Angelus Silesius, tysk författare.
- 4 augusti – Thomas van der Noot, holländsk och svensk adelsman, officer och diplomat.
- 26 september – Magnus Durell, svensk vice hovrättspresident, minister i Danmark 1646–1657, landshövding i Kristianstads län och Blekinge.
- 11 november – Barbara Strozzi, italiensk barockkompositör.

### Fotnoter
1. ↑  Kreyszig, Erwin. Differential Geometry. ISBN 978-0-486-66721-8
2. ↑  Det hände i dag